# Mäklarna
Mäklarna är en svensk komediserie från 2006 av Ulf Malmros och Vasa med Kjell Bergqvist, Cecilia Frode med flera.
De första tolv avsnitten sändes i Sveriges Television den 24 september—17 december 2006

i SVT1. Dessa regisserades av Marcus Olsson (avsnitt 1–3 och 7–9) och Jesper Andersson (avsnitt 4–6 och 10–12) och spelades in i stadsdelen Hagsätra i Stockholm med omnejd.
Under 2020 återupplivades serien och ytterligare tolv avsnitt spelades in av Warner Bros. Discovery. Inspelningen skedde bland annat vid Skälderviksplan i Årsta.[källa behövs] De första sex avsnitten fick premiär på streamingtjänsten Discovery+ under våren 2021. De släpptes den 7 maj—4 juni 2021.. Avsnitten sändes sedan i Kanal 5 den 15–29 november 2021.

Sedan dröjde det drygt ytterligare tre år, till december 2024, innan de resterande redan inspelade sex avsnitten fick premiär. Avsnitten släpptes på streamingtjänsten Max från och med den 1 december 2024. Avsnitten sändes också i Kanal 5 den 1 december 2024—5 januari 2025.

## Handling
Serien handlar om den dryge och sarkastiske Kaj Modin som försöker driva en mäklarfirma tillsammans med den måttligt begåvade kollegan Wilma.

## Rollista

### Huvudroller
- Kjell Bergqvist - Kaj
- Cecilia Frode - Wilma
- Rolf Skoglund - Gunnar
- Lotta Tejle - Maggan
- Jonas Inde - Hantverkaren Hasse
- Hassan Brijany - Turken Hamid
- William Spetz - Mäklarpraktikanten/VD:n Kevin[27]
- Michalis Koutsogiannakis - Tobakshandlaren Kostas[28]

### Biroller och gästroller
- Lars Haldenberg - Ingvar
- Anneli Martini - Rutan, Kajs chef
- Jimmy Lindström - klädexpedit (2006), Sebastian (2021)
- Eva Fritjofson - Alice
- Marcus Palm - Gyminstruktören
- Lena T. Hansson - Terapeuten
- Joakim Lindblad - Relationsexperten
- Petra Hultgren - Kvinna på relationskursen
- Fredrik Hiller - 'Muskelberget'
- Bisse Unger - Jacob
- Anna von Rosen - Sylvia, Jacobs mor
- Ivan M. Petersson - Präst
- Ingar Sigvardsdotter - Kicki, hårfrisörska
- Bengt C.W. Carlsson - Spådamen
- Sten Ljunggren - Tysken
- Marienette Dahlin - Linda (journalist)
- Anders Ahlbom Rosendahl - Jämngammal man i väntrum
- Bertil Monegrim - Bartender
- Sven Wollter - Roger, säljare av hus/mäklarkund
- Anders Mossling - Jerry, säljare av hus/mäklarkund
- Özz Nujen - Tobakshandlaren Rami
- Claes Månsson - Leffe, pensionerad mäklare, medlem i Golden Brokers
- Simon Garshasebi - Anton, ekonomichef på Hagamäklarna
- Joanna Perera - Carina, Kevins mamma
- Klara Zimmergren - Läkaren
- Tomas Brolin - sig själv

## DVD-utgåvor
Serien gavs även ut på DVD med textning på svenska, norska, danska och finska. Mäklarna 1 (avsnitt 1–6) gavs ut 11 oktober 2006. Mäklarna 2 (avsnitt 7–12) gavs ut 25 oktober 2006. Mäklarna 1 & 2 med alla 12 avsnitt gavs ut 5 december 2007. DVD-utgåvan omfattar de tolv avsnitt som sändes i Sveriges Television den 24 september—17 december 2006.